# Susan McDonnell
Susan McDonnell (Canadá) é uma ex-ginasta, que competiu em provas de ginástica artística pelo Canadá.
McDonnell fez parte da equipe canadense que disputou os Jogos Pan-americanos de Winnipeg, em 1967. Na ocasião, conquistou a medalha de prata coletiva, ao ter a nação superada pela terceira vez consecutiva, pela seleção norte-americana. Nos aparelhos, venceu a prova das barras assimétricas ao superar as estadunidenses Linda Metheny e Kathy Gleason.